# Mithras-Heiligtum (Gimmeldingen)
Das Mithras-Heiligtum im Ortsteil Gimmeldingen der pfälzischen Stadt Neustadt an der Weinstraße (Rheinland-Pfalz) war ein Mithräum, ein dem Gott Mithras geweihter römischer Tempel. Mit der inschriftlichen Datierung ins Jahr 325 n. Chr. handelt es sich um das späteste datierte Mithräum. Weil das Tempelareal im Mittelalter mit einer christlichen Kirche überbaut wurde, blieben nur dürftige Überreste erhalten.

## Geographische Lage
Die Kultstätte lag auf der Gemarkung des späteren Dorfes Lobloch, das 1751 im größeren Nachbardorf Gimmeldingen aufging; 1969 wurde Gimmeldingen nach Neustadt eingemeindet.
Das Tempelgelände auf einer Höhe von 166 m ü. NHN nahm einen Südhang ein, der sich nördlich der Talaue des Mußbachs erstreckt. Es wird heute von zwei Straßen begrenzt, die parallel von Südost nach Nordwest verlaufen; die Loblocher Straße unten und die Kurpfalzstraße oben weisen einen Niveauunterschied von etwa 10 m (161 zu 171 m) auf und sind am Ostrand des Geländes durch eine Fußgängertreppe verbunden.

## Baugeschichte

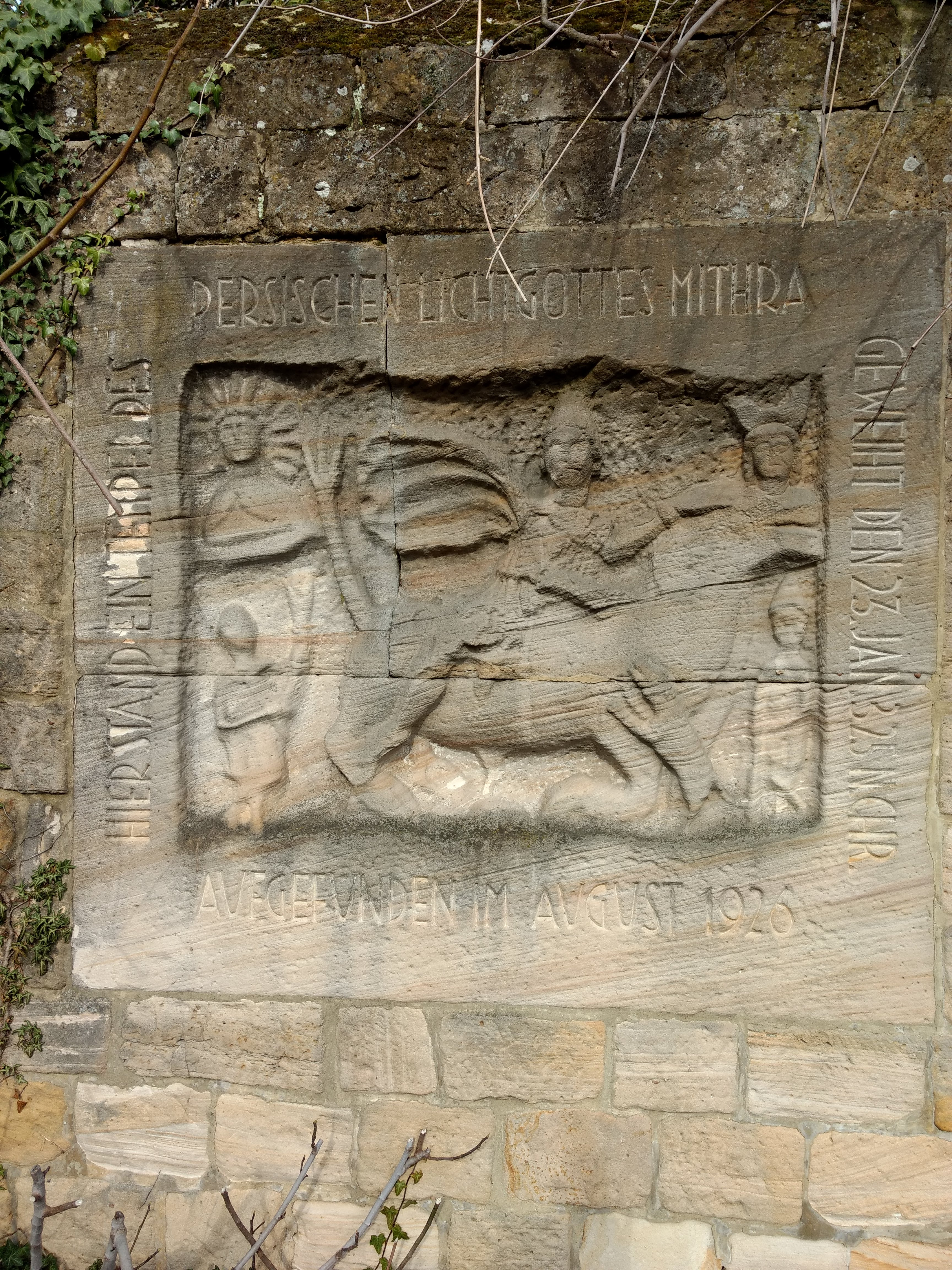
Nachbildung des Mithras-Reliefbilds vor Ort

Am beschriebenen Südhang hatte der Römer Materninius Faustinus am 23. Januar 325 n. Chr. den Tempel zu Ehren des  Gottes Mithras weihen lassen. Über das weitere Schicksal des Heiligtums ist nichts bekannt. Nachdem es entweder im Laufe der Zeit ruinös geworden oder gezielt zerstört worden war, wurde in der Epoche der Romanik auf dem Ruinengelände ein Vorgängerbau der heutigen Nikolauskirche errichtet, das aktuelle Kirchengebäude dann in der Zeit der Hochgotik kurz nach 1400.
1926 fanden westlich der Nikolauskirche Bauarbeiten statt. Dabei wurden Grundmauern des Tempels gefunden sowie ein steinernes Reliefbild, das die Tauroktonie zeigt, die rituelle Opferung eines Stieres, ferner vier Weihealtäre. Die Funde aus dem Mithräum befinden sich im Historischen Museum der Pfalz in Speyer, eine Nachbildung des Kultreliefs aus dem hellen Sandstein des nahen Mittelgebirgsrandes ist in eine Begrenzungsmauer (⊙) an der Loblocher Straße, wenige Meter links vom Kircheneingang, eingelassen.
Laut Beschriftung im Historischen Museum der Pfalz handelt es sich um das jüngste bisher entdeckte Mithras-Heiligtum im Römischen Reich.